# 竹內弘高

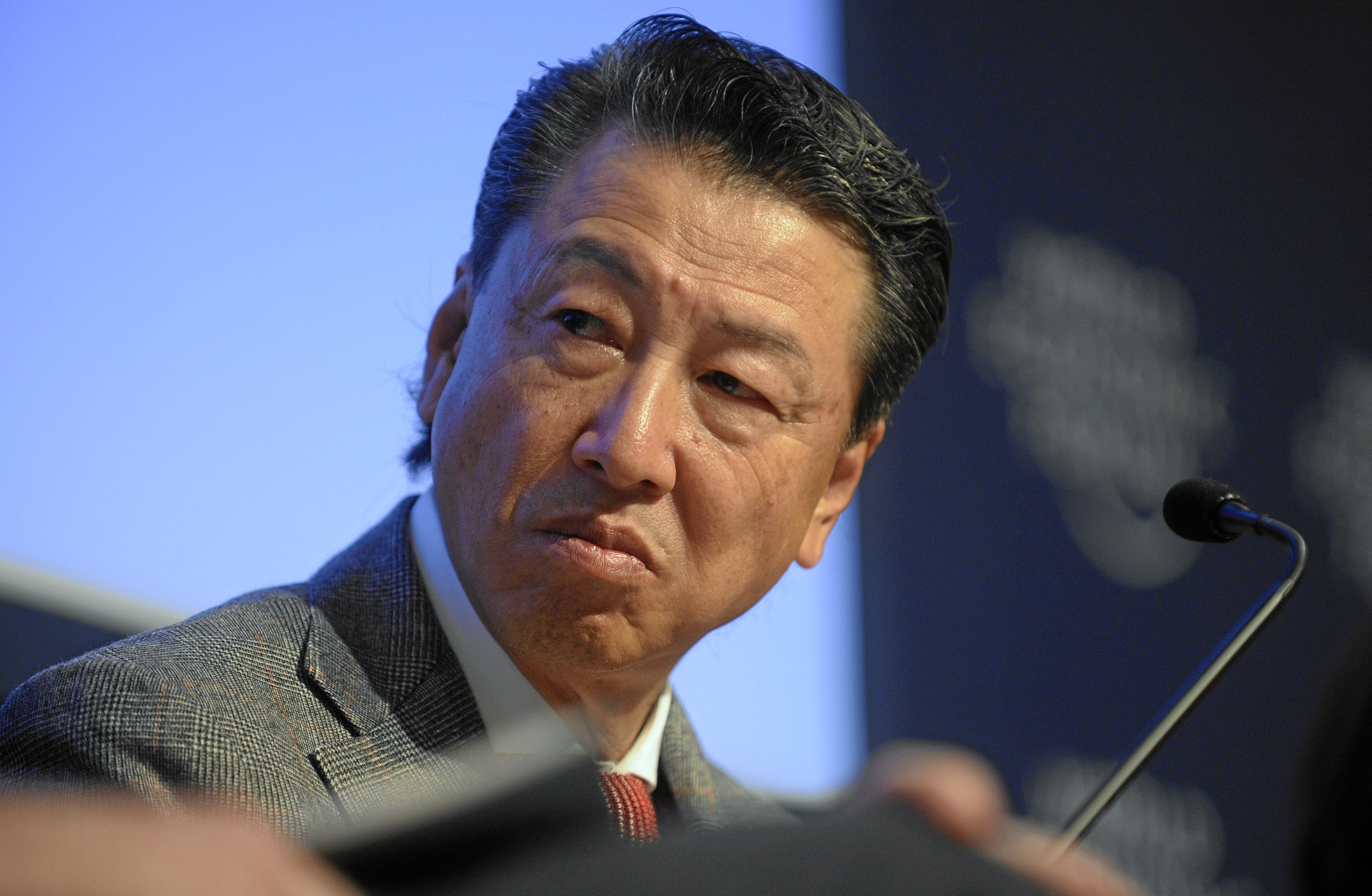
在世界經濟論壇的竹內弘高

竹內弘高（1946年10月16日—），生於日本東京都，管理学者，為哈佛大學商學院教授，一橋大學名譽教授。

## 生平
1964年，進入國際基督教大學。1969年，取得國際基督教大學社會學學士。留學美國，進入加州大學柏克萊分校，1971年取得企管學士，1977年取得企管博士。在加州柏克萊期間，野中郁次郎是其系上老師。